# Orcières
Orcières è un comune francese di 729 abitanti situato nel dipartimento delle Alte Alpi della regione della Provenza-Alpi-Costa Azzurra.
Si trova all'interno del parco nazionale des Écrins e nel Champsaur.
È conosciuto prevalentemente per il passaggio del Tour de France.

## Società

### Evoluzione demografica
Abitanti censiti